# Compagnie des mines de Vicoigne
La Compagnie des mines de Vicoigne exploitait le charbon dans le Bassin minier du Nord-Pas-de-Calais. Elle possédait des puits de mines dans le hameau Vicoigne de Raismes, à Bruille-Saint-Amand et à Château-l'Abbaye.

## Historique
En 1837, plusieurs sociétés de recherches de charbon nouvellement constituées viennent s'installer dans la région de Vicoigne, hameau de la commune de Raismes pour y effectuer des sondages.
La Compagnie de Cambrai ouvre la fosse Boittelle en 1839 et découvre le charbon qu'elle exploite immédiatement.
La Compagnie de l'Escaut ouvre la fosse Le Bret en même temps que la fosse Évrard.
La Compagnie de Bruille, qui a déjà ouvert des fosses dans la région de Bruille-Saint-Amand et Château-l'Abbaye, creuse la fosse Ewbank.
La Compagnie d'Hasnon, qui n'a effectué aucune recherche, fait également une demande de concession. 
Devant cette rivalité, l'Administration des Mines parvient à décider les Compagnies à s'unir et le gouvernement de Louis-Philippe Ier accorde à la Compagnie de Vicoigne qui vient de se constituer une concession de 1 320 hectares, par l'Ordonnance du 12 septembre 1841.
La Compagnie d'Hasnon revend ses parts à la Compagnie d'Anzin, mais la Compagnie de Bruille apporte ses concessions de Bruille et de Château-l'Abbaye.

## Puits de mine
Ils sont au nombre de huit : L'extraction totale des quatre fosses de Vicoigne s'élève à 13 408 000 tonnes depuis leur ouverture. Les puits sont géolocalisés selon les informations du Bureau de recherches géologiques et minières. Quatre autres puits ont été creusés dans les deux autres concessions.

### Fosseno1 Boittelle ou fosse du Prussien

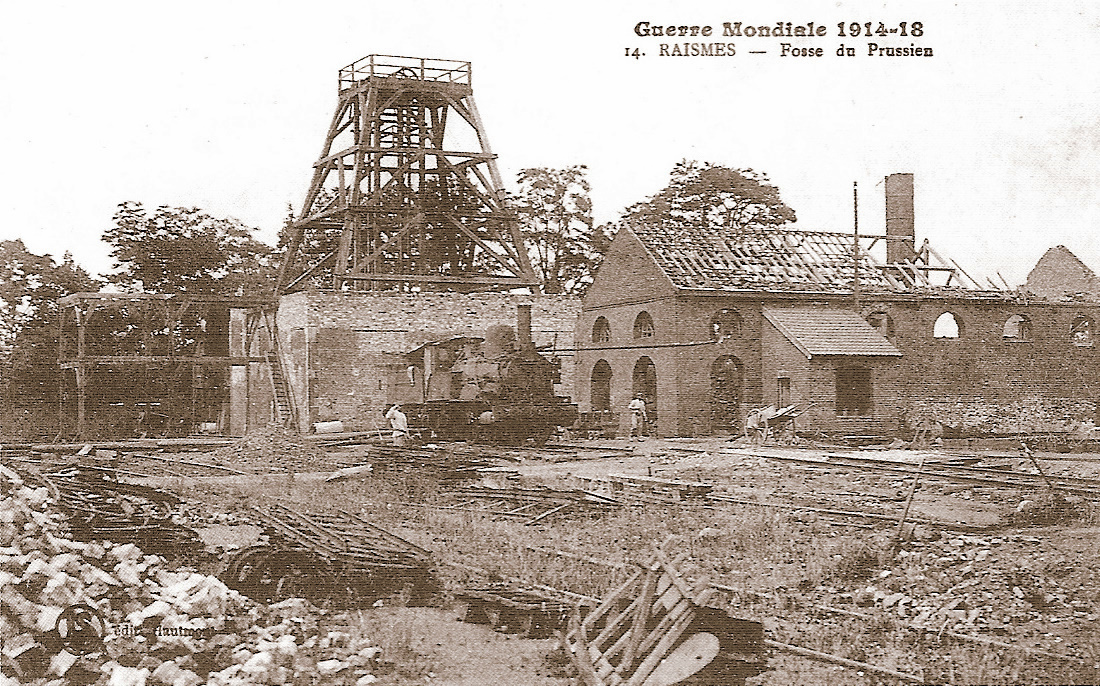
Fosse n° 1 en 1918.

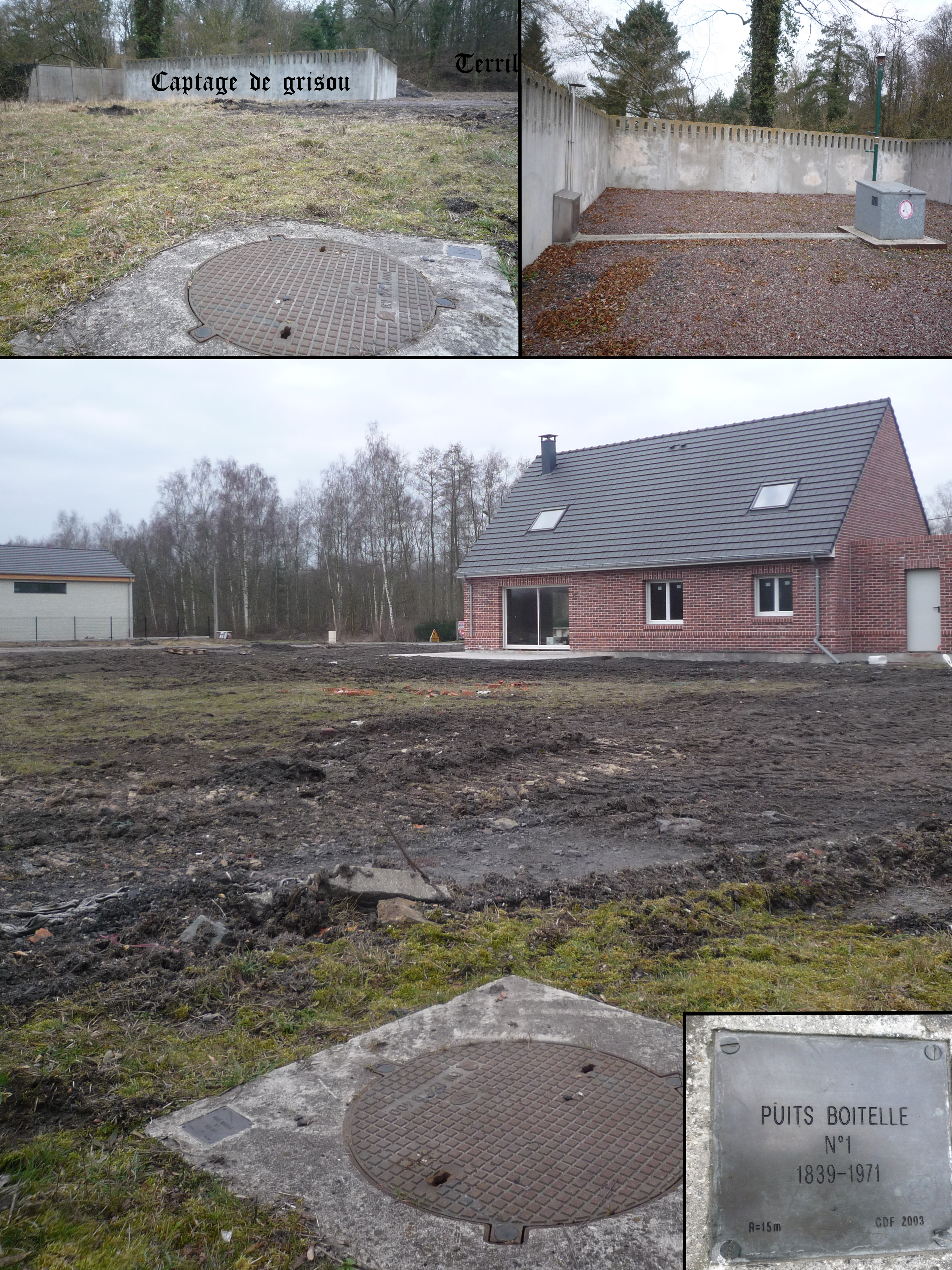
Sépulture du puits n° 1 en mars 2010.

- 50° 24′ 42″ N, 3° 27′ 19″ E[BRGM 1]
- À Raismes, rue Roger Salengro.
- 1839 - 1971

Ouverte par la Compagnie de Cambrai en 1839, près de la route de Valenciennes à Saint-Amand-les-Eaux. Elle tire probablement son nom du patronyme du président de la société, Casimir Joseph Boittelle. On atteint le houiller à 82 m et on y trouve un gisement anthraciteux qui fera la réputation des Mines de Vicoigne. Le puits, profond de 228 m, est remblayé en 1971 et le chevalet abattu. Le puits sera concentré sur la fosse no v4 pour servir à l'aérage. Les installations sont détruites lors de la guerre. Elles seront reconstruites spécifiquement afin de servir à l'aérage.

### Fosseno2 Évrard

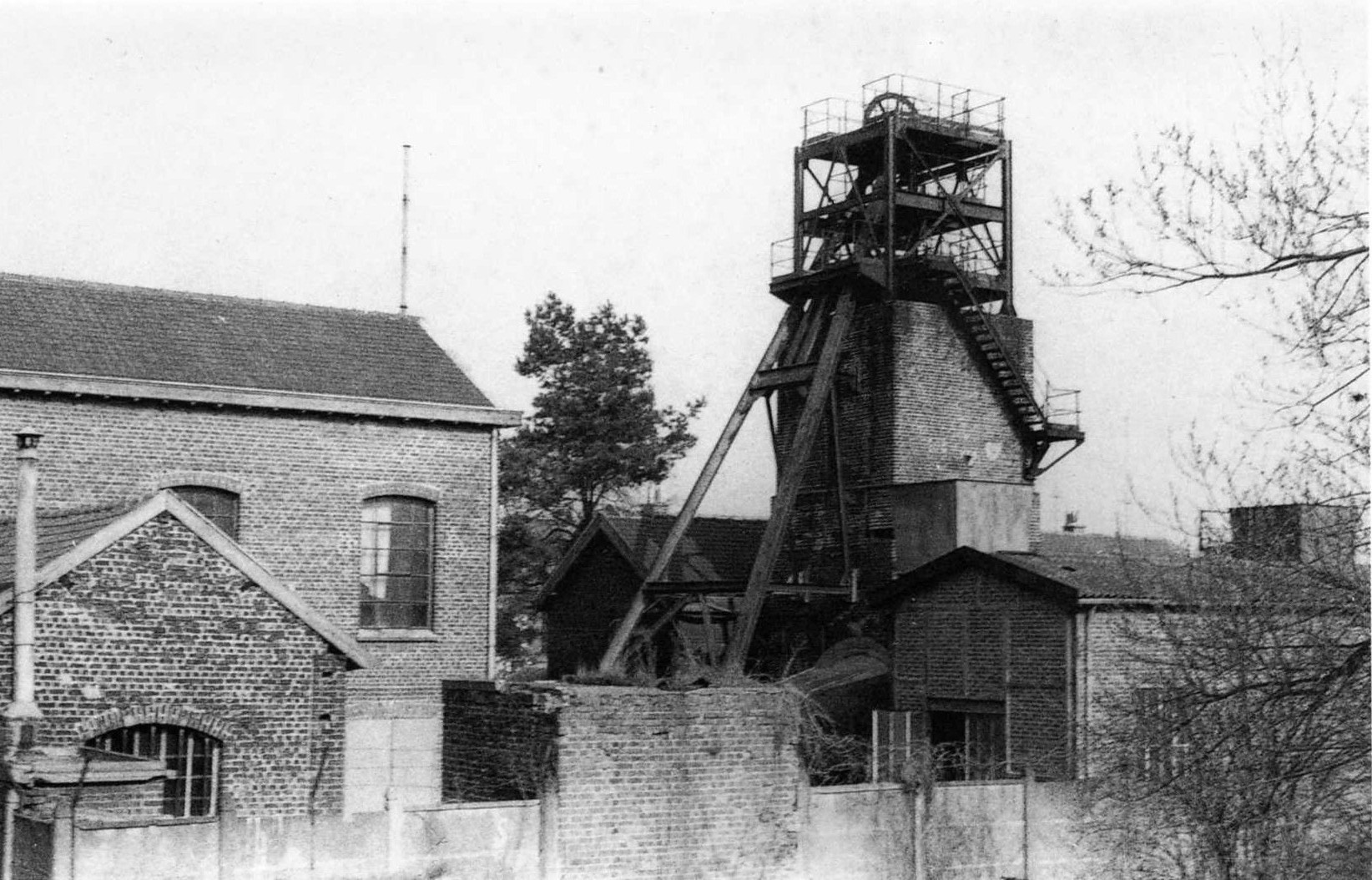
Fosse n° 2 en 1976.

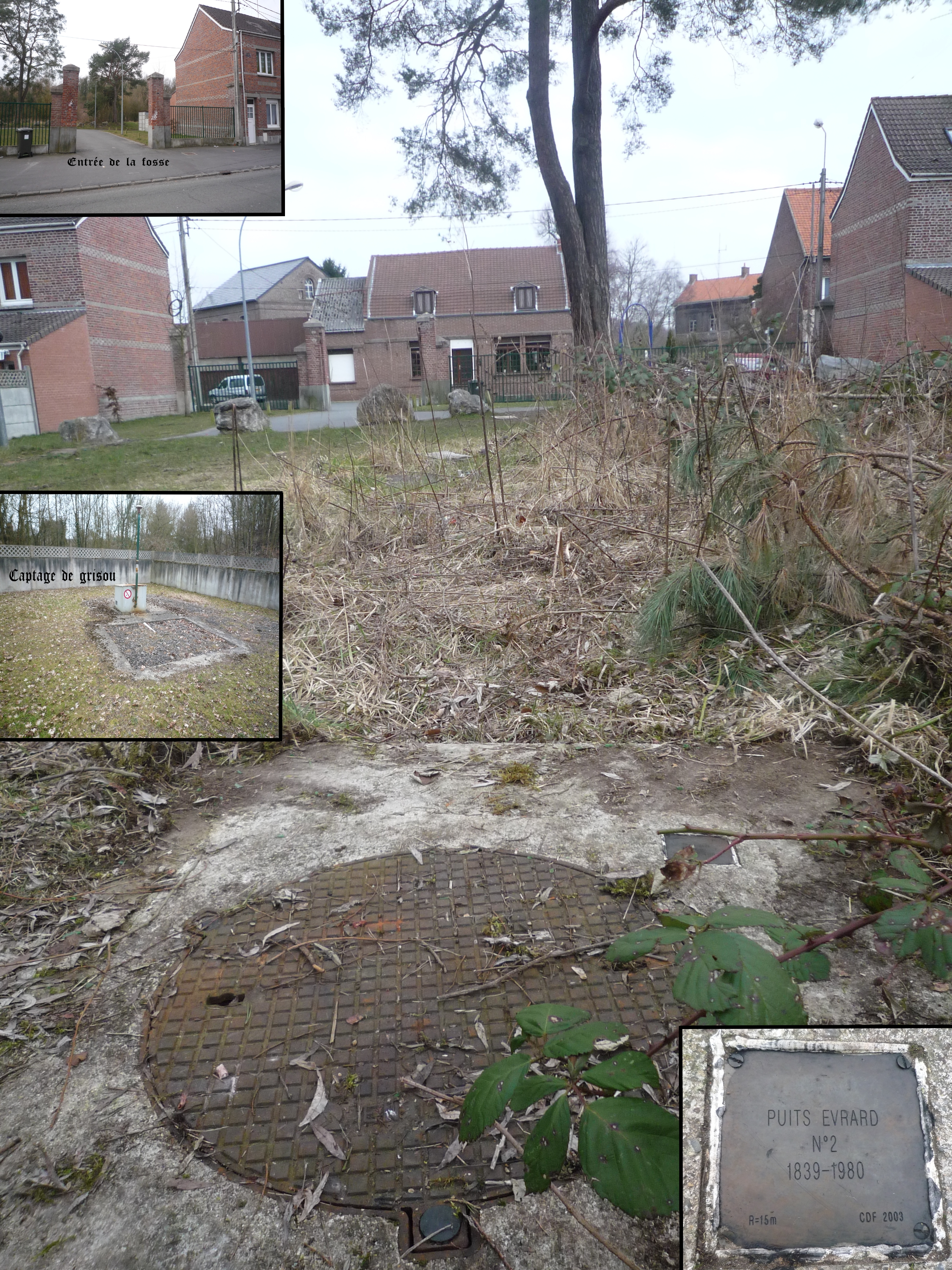
Sépulture du puits n° 2 en mars 2010.

- 50° 24′ 07″ N, 3° 27′ 33″ E[BRGM 2]
- À Raismes, rue de Wallers.
- 1839 - 1980

Foncée en 1839 par la Compagnie de l'Escaut à 200 m de la limite Sud de la concession, les travaux commencent la même année que ceux de la fosse no 1, elle rencontre le terrain houiller à 102 m. La profondeur est de 260 m en 1888. La relative proximité des quatre fosses entraîne rapidement l'arrêt de l'extraction par la fosse no 2 qui sert à l'aérage. L'extraction est arrêtée vers 1888 pour être concentré sur la fosse no 4, puis sur la fosse no 3.

### Fosseno3 Ewbank

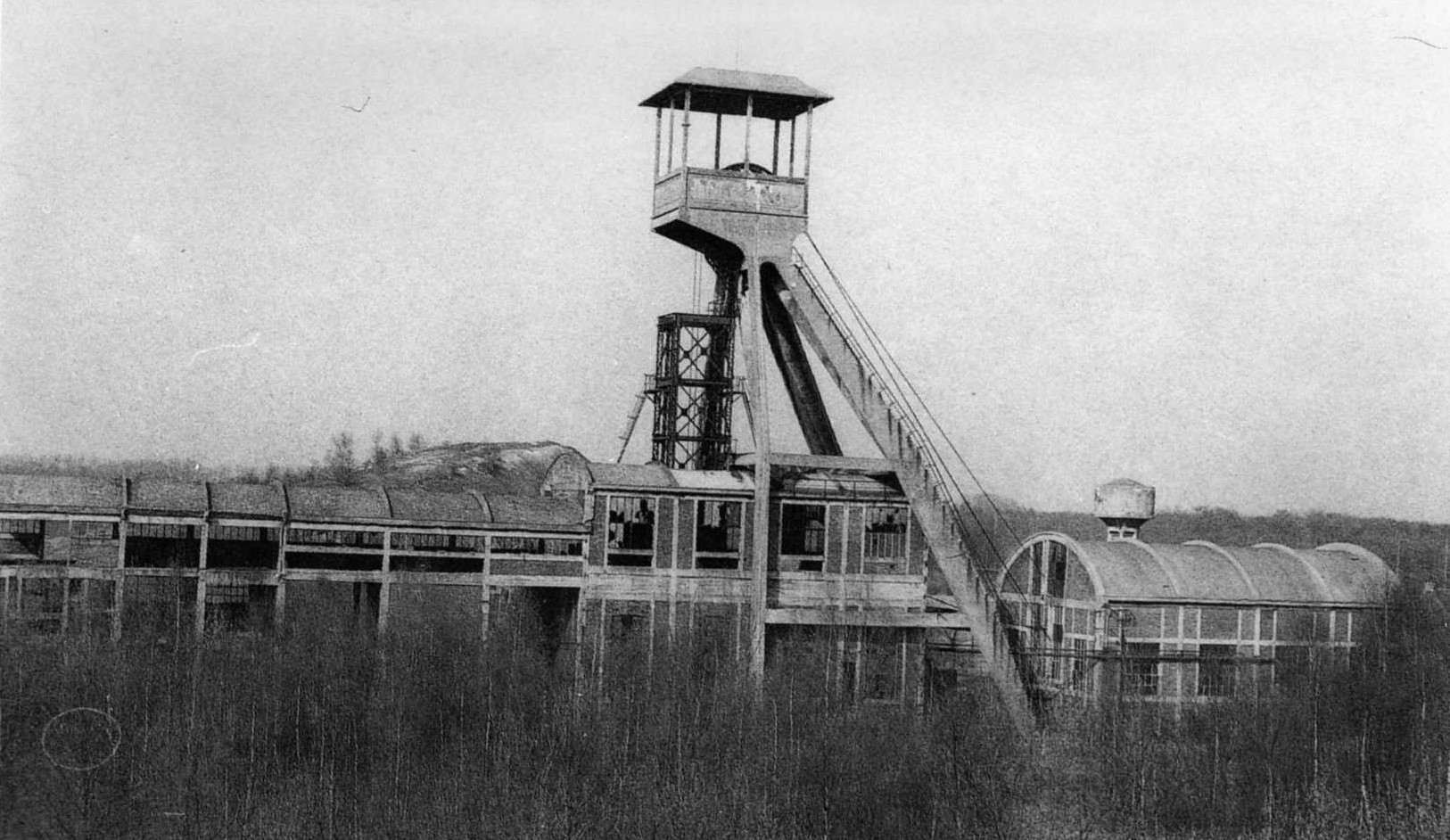
Fosse n° 3 Ewbank en 1976.

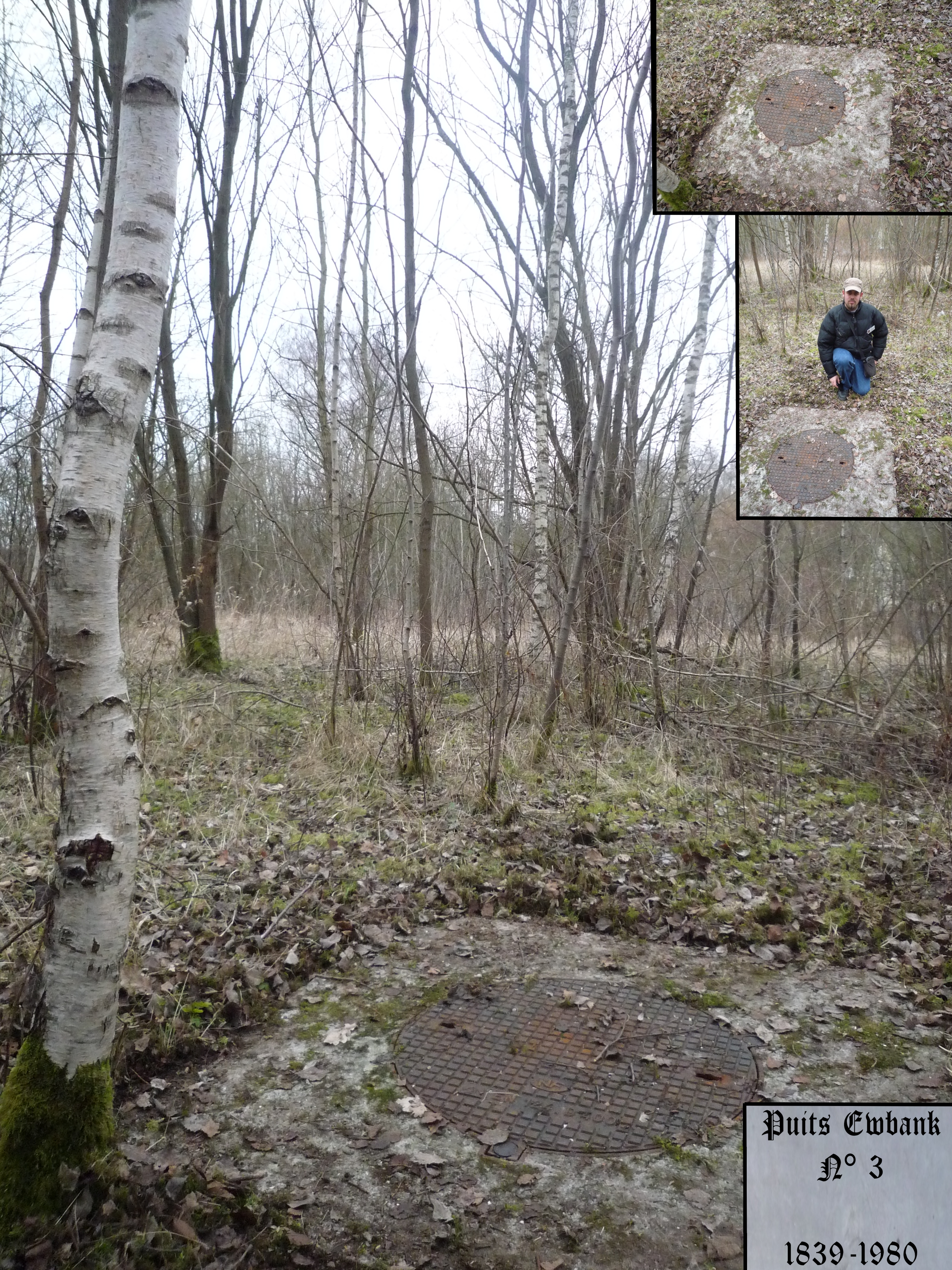
Sépulture du puits n° 3 en mars 2010.

- 50° 24′ 17″ N, 3° 27′ 50″ E[BRGM 3]
- À Raismes, rue du Mont des Ermites
- 1839 - 1980

La Compagnie de Bruille creuse ce puits également en 1839. Il se situe à 450 m au nord-est de la Fosse n° 2. La fosse est arrêtée à cause de la proximité des puits n° 2 et 4. Après la Première Guerre mondiale, seule la fosse no 3 est maintenue pour l'extraction, elle devient le siège d'extraction de Vicoigne. Les autres puits servent pour l'aérage et disposent d'installations modestes.
Après la seconde guerre, la fosse no 3 sera concentrée sur la fosse Sabatier de Raismes en 1955, elle sera maintenue pour le retour d'air de cette fosse jusqu'en 1980. Le puits était profond de 402 m. Il ne reste que les logements de gardes à l'entrée.

### Fosseno4 Le Bret ou fosse du Mont des Ermites
- 50° 24′ 32″ N, 3° 28′ 18″ E[BRGM 4]

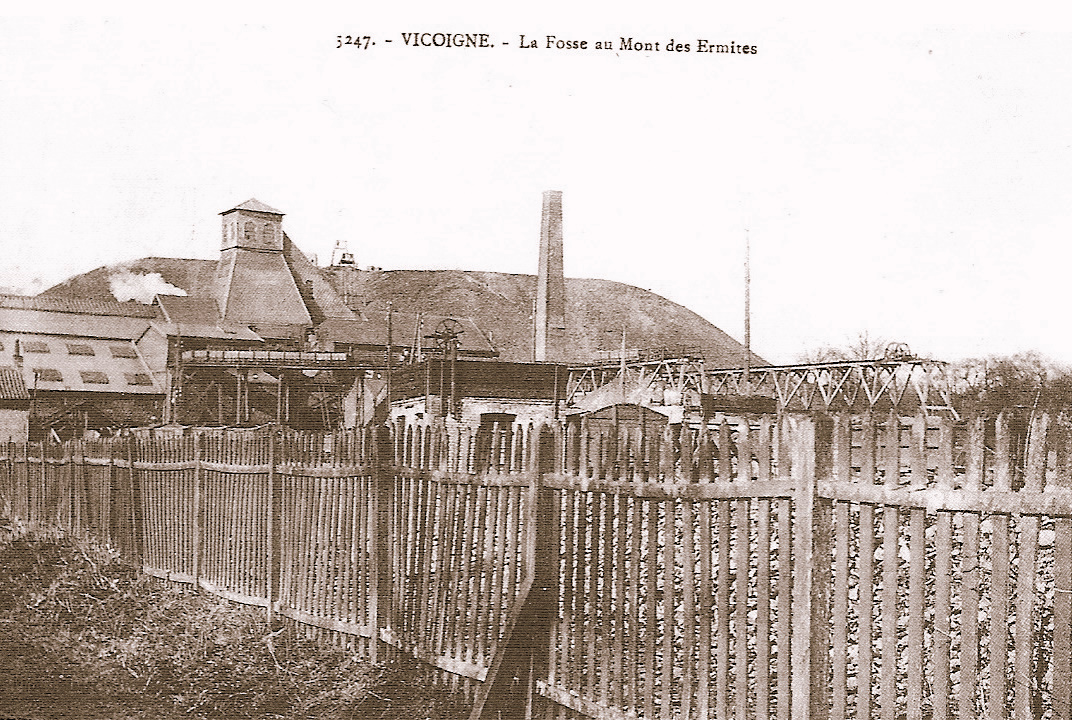
Fosse n° 4 vers 1900.

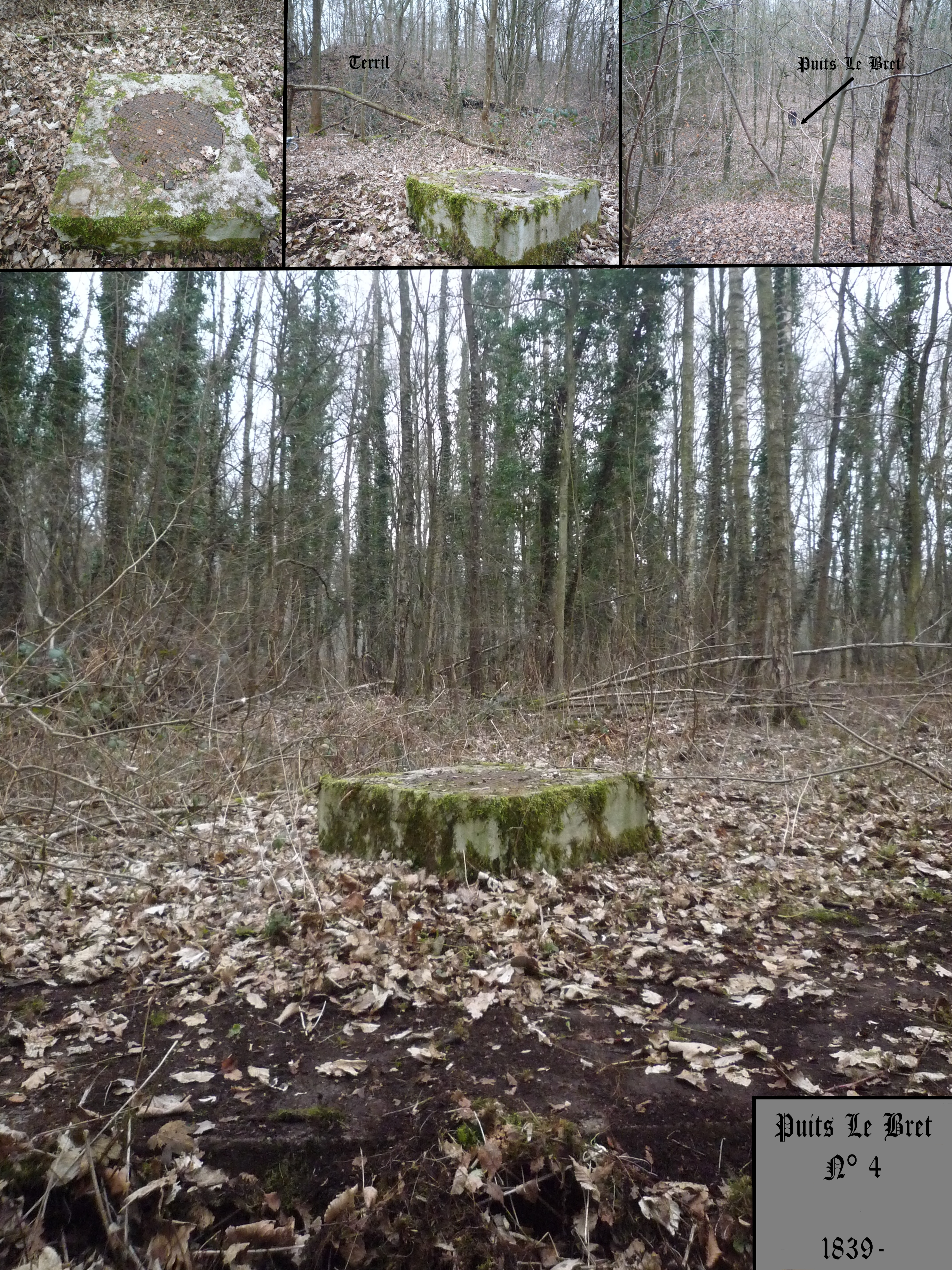
Sépulture du puits n° 4 en mars 2010.

- À Raismes, rue du Mont des Ermites, à l'est de la Voie ferrée.
- 1839 - ????

Elle est encore appelée fosse du Mont des Ermites. Elle est foncée en 1839 à 700 m au Nord-Est de la fosse n° 3 par la Compagnie de l'Escaut et atteint le houiller à 92 m de profondeur. C'est sur la fosse no 4 que sera concentrée la presque totalité de l'extraction de la Compagnie de Vicoigne jusqu'en 1914. Entièrement détruite, la fosse ne servira plus qu'à l'aérage de la fosse no 3 après la guerre.

### La Concession de Bruille
La Concession de Bruille a été concédée le 6 octobre 1832. D'une superficie de 403 hectares, trois fosses y ont été ouvertes dans l'angle formé par l'Escaut et la Concession d'Odomez, sur le territoire de Bruille-Saint-Amand.
Fosse no 1 ou Notre-Dame
50° 27′ 09″ N, 3° 30′ 16″ E
Foncée en 1833, elle rencontre le terrain houiller à 36 m. La profondeur est de 75 m. La fosse est abandonnée en 1841.
Fosse no 2 ou l'Espérance
50° 27′ 57″ N, 3° 30′ 28″ E
Foncée en 1834 au Sud-Est de la fosse no 3, le terrain houiller est rencontré à la profondeur de 37 m. La profondeur du puits est de 92 m. La fosse est abandonnée en 1842.
Fosse no 3
50° 28′ 14″ N, 3° 30′ 17″ E
Ouverte en 1836 au Nord-Ouest de la fosse no 2, la fosse rencontre le terrain houiller à 27 m de profondeur mais le puits, poussé jusqu'à 112 m, ne trouve pas le charbon. Un sondage a été exécuté au fond de cette fosse de 112 m à 162 m.

### La Concession de Château l'Abbaye
La Concession de Château l'Abbaye a été concédée le 6 octobre 1836 sur une superficie de 916 hectares.
Fosse Pont-Pery
50° 29′ 18″ N, 3° 29′ 14″ E
Ouverte en 1838 sur le territoire de Château-l'Abbaye, la fosse atteint le terrain houiller à 43 m de profondeur. Profonde de 89 m, on y exploite une veine de charbon de 90 cm de charbon anthraciteux. Deux accrochages ont été établis, un à 72 m, l'autre à 80 m. La fosse est abandonnée en 1854 à cause de ses abondantes émanations sulfureuse.
Ces deux concessions ne sont pas rentables et la Compagnie de Vicoigne est autorisée à y suspendre les travaux par décision administrative du 3 mai 1854.

## LesTerrils
Les terrils de la Compagnie des mines de Vicoigne n'étaient pas de grande taille. Ils sont actuellement tous recouverts par la végétation.
no 172, Prussien
50° 24′ 38″ N, 3° 26′ 58″ E
Le terril Prussien est celui de la fosse no 1, il est situé à l'Ouest de la fosse. Il est plat, boisé, de faible hauteur mais est aussi étendu que le terril no 173A.
no 173, Vicoigne Est
50° 24′ 37″ N, 3° 28′ 19″ E
Il s'agit d'un terril plat situé au Nord de la fosse no 4. Il est entièrement boisé.
no 173A, Vicoigne Ouest
50° 24′ 28″ N, 3° 27′ 41″ E
Il s'agit d'un terril plat situé au Nord de la fosse no 3 et de la fosse du mont des Ermites. Il est entièrement boisé.
no 219
50° 24′ 06″ N, 3° 27′ 29″ E
Il s'agit du terril de la fosse no 2. Plat et de petite taille, il est situé au Sud-Est de la fosse et est entièrement boisé.